# Petroeuro
Petroeuro je označení eura použitého k přímé platbě za ropu a zemní plyn. Jde o novotvar vytvořený podle hojně používaného pojmu petrodolar, který fungoval v podstatě jako jediné platidlo pro obchod s těmito komoditami. Určujícími faktory pro měnu používanou k platbě za ropu je přístup největších světových exportérů této suroviny, především na Blízkém východě.

## Vývoj petroeura k petrodolaru

Vývoj eura k dolaru

Od svého zavedení 1. ledna 1999 hodnota eura k dolaru systematicky klesala – z původního kurzu 1,18 dolaru za euro až ke kurzu 0,82 dolaru za euro z 26. října 2000. V závěru roku ohlásil Irák, že tehdejší program Ropa za potraviny převede z dolarů na eura a vzájemný kurz se přestal propadat a spíše stagnoval. Toto období skončilo v dubnu 2002, kdy OPEC oznámil, že zvažuje možnost přechodu z dolaru k euru (podobně se na začátku roku 2004 vyjádřili zástupci Ruska) a zároveň v té samé době započal růst kurzu až na hodnotu 1,37 dolaru za euro v závěru roku 2004. Od té doby kurz poklesl a stagnuje kolem hodnoty 1,2 dolaru za euro a také byla obnovena těžba ropy v Iráku a její prodej v dolarech.
Přesto, že se nejedná (??) o souvislosti příčina-důsledek, je shoda mezi vzájemným kurzem a vývojem na ropném trhu velmi zajímavá. Tento pohled ovšem nezohledňuje vývoj evropské a americké ekonomiky ani fiskální politiky.

## Rozhodnutí FED o nepublikaci ukazatele M3
Diskusi na téma síly dolaru jako platidla používaného k ropným obchodům rozvířilo rozhodnutí amerického Federálního reservního systému (FED), že od 23. března 2006 přestane zveřejňovat údaje o množství dolaru v oběhu (ukazatel M3). Tím může umožnit např. zvýšení objemu oběživa, což je jeden z kroků předpovídaný v případě, že dolar začne oslabovat a americká vláda bude potřebovat vykrýt pokles v hodnotě rozpočtových prostředků. Tento krok se dává do souvislosti s oznámením Íránu o otevření nové ropné burzy v průběhu roku 2006, kde se bude obchodovat i v jiných měnách než pouze v dolaru. Někteří komentátoři toto označují jako výrazný podnět k realizaci kroků USA proti Íránu, přestože většina médií se spíše věnuje problematice íránského jaderného programu.